# Odbjegli planet
Odbjegli planet (također poznat i kao međuzvjezdani planet ili planet siroče) je pojam za planet koji je izbačen iz zvjezdanog sustava te slobodno pluta svemirom, tj. kruži izravno oko galaksije te gravitacijski nije okovan za nijednu zvijedu. Nedavno su neki astronomi procijenili da teorijski postoji dva puta više "odbjeglih planeta" veličine Jupitera nego zvijezda.
Postoje i planetoidni objekti koji nikada nisu bili dio nekog sustava nego su nastali slično kao i zvijezde. Nazvani su "pod-smeđi patuljci".
Jedan od potvrđenih odbjeglih planeta jest PSO J318.5-22, koji se nalazi na udaljenosti od 80 svjetlonsih godina. Najbliži odbjegli kandidat odbjegloga planeta je WISE 0855-0714, na udaljenosti od 7,27 svjetlosnih godina.
Cha 110913-773444 je vjerojatno još jedan od takvih odbačenih planeta, ili se je formirao kao takav sam od sebe.

## Zadržavanje topline u svemiru
Godine 1998. David J. Stevenson je iznio teoriju prema kojoj planeti koji putuju svemirom mogu sadržavati debelu atmosferu koja se ne bi smrznula zbog velikog tlaka vodika koji zadržava toplinu.  
Smatra se da se tijekom nastanka nekog planetnog sustava nekoliko tijela izbacuje u svemir. Zbog nedostatka svjetla i infracrvenog zračenja, planet veličine Zemlje teoretski bi mogao zadržati atmosferu od vodika i helija. 
Geotermalna energija mogla bi također stvoriti dovoljno veliku količinu topline da održi vodu podalje od točke smrzavanja. Dakle, mogući su egzoplaneti s oceanima. Neki nagađaju da bi teorijski bilo moguće da ostanu geološki aktivni kroz dugo razdoblje da se stvori geodinamični zaštitni sloj magnetosfere te mogući vulkanizam u oceanima koji bi stvorili izvor energije za život. No ovakvi bi planeti bili teški za otkriti zbog slabog mikrovalnog zračenja koje odašilju. Pošto bi to bio svijet bez Sunca, u stalnom potpunom mraku izuzev zvijezda na nebu, ne bi bila moguća fotosinteza, nego bi život dobivao energiju kemosintezom.
Prema jednoj studiji, otprilike 5 % planeta veličine Zemlje bi zadržalo svoje satelite nakon izbacivanja iz zvjezdanog sustava. Veći satelit bio bi izvor značajnog plimnog geološkog grijanja.